# Antirassistische Erziehung
Unter antirassistischer Erziehung, antirassistischer Bildung oder rassismuskritischer Bildung versteht man Erziehungsanstrengungen gegen Rassismus. Dabei umfasst diese Definition sehr unterschiedliche und auch teilweise gegensätzliche Erziehungsanstrengungen.

## Ansätze und Ziele
Über längere Zeit in der politischen Bildung dominante Ansätze unter dem Label „antirassistische Bildung“ hatten vor allem das Ziel, mehr Toleranz zu fördern und Individuen durch interkulturelle Erziehung über andere Kulturen zu belehren. Die Bezeichnung „Antirassismus“ geriet aber selbst in die Kritik, weil darin eine „selbstgerechte moralische Gewissheit“ mitschwinge und wird deshalb vielfach durch den Begriff der „Rassismuskritik“ verdrängt. Auch Antirassismustrainings, die für mehr Toleranz sensibilisieren sollen, werden aus Perspektive der rassismuskritischen Bildung kritisiert, weil sie den Eindruck erweckten, Rassismus ließe sich „an einem Wochenende“  abtrainieren. Während antirassistische Ansätze von der Möglichkeit, rassismusfreie Räume zu schaffen, ausgehen, vertreten rassismuskritische Ansätze die Annahme, dass in einer durch Rassismus strukturierten Gesellschaft keine solchen Räume möglich sind, weil alle Menschen durch ihre Sozialisation über rassismusrelevantes Wissen verfügen, das es stets zu reflektieren und zu dekonstruieren gelte. Eine solche Dekonstruktion in der Bildungsarbeit kann etwa zur Hinterfragen von Kategorien wie „zugehörig“ und „nicht zugehörig“ beitragen. Rassismuskritische Ansätze versuchen so, Prozesse des Othering, also der „Besonderung“ anderer, sichtbar zu machen.
Ansätze, die durch die kritische Weißseinsforschung inspiriert sind beziehen Prozesse der Sichtbar-Machung auch auf eigene Privilegien, insbesondere weißer Teilnehmer von Bildungsangeboten. Gleichzeitig versuchen Ansätze der antirassistischen Bildung geschützte Räume für die Betroffenen von Rassismus zu schaffen, in denen deren Erfahrungen ernst genommen werden und in denen das Risiko des Stereotype Threat minimiert wird. Im Bildungsbereich ist zudem das Konzept der Intersektionalität von Bedeutung, um sich überschneidende Formen von Diskriminierung zu thematisieren und in den Blick zu nehmen. Bildung zum Thema Antisemitismus findet auch in der Holocaust Education statt.

## Hemmnisse
Der Durchsetzung einer antirassistischen Erziehung steht vor allem die bislang bestehende rechtliche Ungleichbehandlung von einigen Schülern aus Minderheiten entgegen. Hinzu kommt das Fehlen von Chancengleichheit; das bedeutet, dass Kinder aus diskriminierten Gruppen schon früh erfahren, dass sie kaum die Möglichkeiten zum sozialen Aufstieg haben. Weiterhin stößt antirassistische Erziehung auf Probleme durch die Verschlechterungen im Bildungs- und Sozialbereich, die allgemein Innovationen behindern.

## Geschichte
Im Vergleich zu anderen westlichen Industrienationen ist die Diskussion über antirassistische Erziehung in Deutschland noch relativ jung.
Trotz Widersprüche stand Erziehung im Nationalsozialismus weitgehend im Dienst der Vermittlung herrschender Rassentheorien. Die Ausgrenzung besonders jüdischer Lehrer und Schüler und ihre Deportation geschahen in aller Öffentlichkeit und auch ihre Ermordung wurde in der Erziehung des NS ideologisch mit vorbereitet.
Nach der Befreiung vom Nationalsozialismus wurden von den Alliierten Möglichkeiten der Erziehung, die dem Rassismus und vor allem der Judenfeindlichkeit entgegenstehen, diskutiert, genauso wie Möglichkeiten einer demokratischen Erziehung. Die ersten Ansätze bezogen sich vor allem auf die Verminderung von Vorurteilen durch Information oder Schüleraustausch-Programme.
Theodor W. Adornos Radiobeitrag Erziehung nach Auschwitz (1966) beflügelte die akademische Diskussion und gleichzeitig auch die Ansätze antiautoritärer Erziehung. 1970 war das Internationale Jahr der Erziehung der Vereinten Nationen, und in diesem Rahmen gab es erste Anstrengungen der Bundesregierung, die Beschulung der vermehrt nachziehenden Kinder von Arbeitsmigranten zu verbessern. Diese Ausländerpädagogik geschah auf freiwilliger Basis mit dem Ziel, die als Defizite verstandenen Unterschiede auszugleichen, bzw. ausländische Kinder an die Bedürfnisse der Schulen anzupassen (z. B. durch Hausaufgabenhilfe).
Aus der Kritik an dieser Defizitansicht entwickelte sich Anfang der 1980er Jahre die interkulturelle Erziehung. Ihr geht es um Fragen des gemeinsamen Lernens von Kindern unterschiedlicher Herkunft und die Entwicklung von Erziehungsansätzen, die Kindern mit verschiedenen kulturellen Hintergründen angemessen begegnen könne. Gleichzeitig kommt es aber in den Gebieten mit einem besonders hohen Anteil migranter Wohnbevölkerung zur Absonderung von Schülern u. a. in sogenannten Ausländer-Regelklassen.
Die Diskussion um Formen antirassistischer Erziehung wurde besonders durch die rechtsextreme und rassistische Gewalt nach der deutschen Wiedervereinigung aktuell. Dabei wurde deutlich, dass in anderen Ländern entsprechende Ansätze schon seit 30 Jahren und mehr bestehen und einige Ansätze wurden für die deutschen Verhältnisse angepasst. Andere Erziehungsformen wurden speziell hier entwickelt.

## Kritik
Antirassistische Ansätze kritisieren an der interkulturellen Erziehung häufig einen ungenauen Kulturbegriff, der teilweise als eine einfache Ersetzung des Wortes Rasse gesehen wird (vgl. Kultureller Rassismus). Gleichzeitig fällt es der antirassistischen Erziehung schwer, eine eigenständige Theorie zu entwickeln, in der einerseits der gesellschaftliche Konstruktionscharakter des Rassismus berücksichtigt und andererseits eine pädagogische Haltung dazu entwickelt wird.
Häufig tendieren konkrete Erziehungsansätze dazu, das gesellschaftliche Problem Rassismus zu individualisieren, das heißt, einzelnen Individuen zuzuschreiben. In dieser Vorstellung erscheinen die Adressaten von Bildungsangeboten als „zu Belehrende“ und des Rassismus verdächtige und erlaubt somit keine dialogischen Auseinandersetzung noch eine Betrachtung der gemeinsamen Verstrickung in rassistische Strukturen. Auch antirassistische Bildung, die als Präventionsmaßnahme gegen z. B. Rechtsextremismus verstanden wird, steht in der Kritik, Jugendliche per se als potentiell gefährlich zu adressieren. Zugleich stellt sich die Frage, welche Form der Autorität und Repression legitim ist, um die individuellen Formen des Rassismus zu bekämpfen.
Einige Vertreter der antirassistischen Erziehung plädieren deshalb in erster Linie für eine demokratische Erziehung, die auf der strukturellen Umgestaltung der Gesellschaft fußt. Dazu sei auf politischen Ebenen unter anderem die Abschaffung der Sondergesetze notwendig, die nur Nicht-Deutsche betreffen. Zudem seien im pädagogischen Bereich vor allem neue Unterrichtsformen und -materialien wichtig, die allen Schülern in zunehmend heterogener werdenden Klassen gerecht werden.